# HMS Begum (D38)
HMS Begum (D38), nguyên là tàu sân bay hộ tống USS Bolinas (CVE-36) (ký hiệu lườn ban đầu AVG-36 và sau đó là ACV-36) của Hải quân Hoa Kỳ thuộc lớp Bogue, được chuyển cho Hải quân Hoàng gia Anh Quốc và đã hoạt động trong Chiến tranh Thế giới thứ hai.
Bolinas được đặt lườn vào ngày 15 tháng 5 năm 1941 tại xưởng đóng tàu của hãng Seattle-Tacoma Shipbuilding ở Tacoma, Washington; nó được hạ thủy vào ngày 22 tháng 5 năm 1942, được đỡ đầu bởi Bà G. B. Sherwood, phu nhân Trung tá Hải quân Sherwood; và được đưa ra hoạt động ngày 22 tháng 7 năm 1943 dưới quyền chỉ huy của Đại tá Hải quân H. L. Meadow.
Ngày 2 tháng 8 năm 1943, nó được chuyển cho Anh Quốc theo chương trình Cho thuê-cho mượn, và được đổi tên thành HMS Begum (D38), và đã phục vụ trong chiến tranh như một chiếc thuộc lớp Ameer. Begum đã hoạt động tuần tra chống tàu ngầm tại Ấn Độ Dương cùng với Phi đội 832 Không lực hải quân Hoàng gia, và đã góp phần vào việc đánh chìm tàu ngầm Đức U-198.
Sau chiến tranh, Begum được hoàn trả cho Hoa Kỳ. Nó được xem là dư thừa, nên được cho rút khỏi danh sách Đăng bạ Hải quân ngày 19 tháng 6 năm 1946, rồi được bán để hoạt động hàng hải thương mại tư nhân vào ngày 16 tháng 4 năm 1947 dưới tên gọi Raki, và sau đó là I Yung. Nó được tháo dỡ tại Đài Loan vào tháng 3 năm 1974.